# باشگاه فوتبال داگنم و ردبریج
باشگاه فوتبال داگنم و ردبریج (به انگلیسی: Dagenham & Redbridge Football Club) یک باشگاه فوتبال در شهر داگنهم، کشور انگلستان است که در سال ۱۸۸۱ میلادی تأسیس شده‌است.